# Ewa Kasprzyk (atletinja)
Ewa Kasprzyk (dekliški priimek Witkowska), poljska atletinja, * 7. september 1957, Poznanj, Poljska.
Ni nastopila na poletnih olimpijskih igrah. Na evropskih prvenstvih je osvojila bronasto medaljo v štafeti 4x400 m leta 1986, na evropskih dvoranskih prvenstvih pa naslov prvakinje leta 1988 in podprvakinje leta 1986 v teku na 200 m.